# دييغو كارلوس (لاعب كرة قدم، مواليد 1993)
دييغو كارلوس (بالبرتغالية: Diego Carlos؛ مواليد 15 مارس 1993) لاعب كرة قدم برازيلي يلعب مدافعًا لنادي أستون فيلا في الدوري الإنجليزي الممتاز.
سبق له أن لعب مع أندية إشتوريل برايا و‌باوليستا و‌ساو باولو وDesportivo Brasil ‏ وFC Porto B ‏.

## الإنجازات
إشبيلية
- الدوري الأوروبي: 2019–20[4]

البرازيل الأولمبي
- الألعاب الأولمبية الصيفية: 2020

## وصلات خارجية
- دييغو كارلوس سانتوس سيلفا على موقع الاتحاد الأوربي (الإنجليزية)
- دييغو كارلوس سانتوس سيلفا على موقع اتحاد تركيا (لاعب) (الإنجليزية)
- دييغو كارلوس سانتوس سيلفا على موقع إي إس بي إن إف سي (الإنجليزية)
- دييغو كارلوس سانتوس سيلفا على موقع قاعدة بيانات كرة القدم.إي يو (الإنجليزية)
- دييغو كارلوس سانتوس سيلفا على موقع ليكيب (الفرنسية)
- دييغو كارلوس سانتوس سيلفا على موقع Soccerbase.com (لاعب) (الإنجليزية)
- دييغو كارلوس سانتوس سيلفا على موقع Soccerway.com (الإنجليزية)
- دييغو كارلوس سانتوس سيلفا على موقع عالم كرة القدم.نت (الإنجليزية)
- دييغو كارلوس سانتوس سيلفا على موقع اللجنة الأولمبية الدولية (الإنجليزية)
- دييغو كارلوس سانتوس سيلفا على موقع أوليمبيديا (الإنجليزية)